# Partito dell'Amore Fraterno, della Libertà e della Diversità

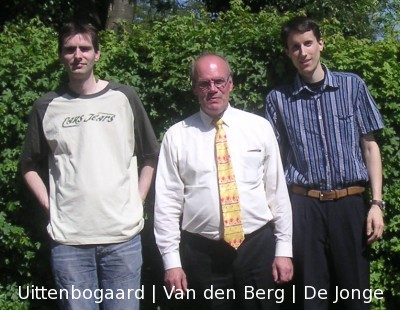
I tre fondatori e unici membri conosciuti del partito

Il Partito dell'Amore Fraterno, della Libertà e della Diversità  (Partij voor Naastenliefde, Vrijheid en Diversiteit, PNVD) è un partito politico olandese senza rappresentanza in Parlamento e con soli tre membri noti. Il partito viene spesso denominato "partito dei pedofili" (pedopartij) dai mass media, a causa della sua proposta di abbassare l'età del consenso ai 12 anni e di legalizzare la pedopornografia.

## Storia
Il PNVD venne fondato il 31 maggio 2006 da tre sedicenti pedofili. Il suo motto era "sapere aude". A seguito della notizia della sua possibile partecipazione alle elezioni di quell'anno i gruppi di attivisti No Kidding e Solace lanciarono una campagna per i diritti dei bambini e contro la pedofilia, nell'ambito della quale sporsero denuncia contro il partito e chiesero che gli venisse impedito di partecipare alle elezioni. La magistratura olandese nel luglio 2006 diede però ragione al PNVD con la motivazione che …le libertà di espressione, che includono il diritto di creare partiti politici, sono la base di una società democratica, e che …il giudizio sui programmi politici sta agli elettori.. Nonostante la sentenza favorevole il partito però non riuscì a raccogliere le 30 firme in ciascuna delle 19 circoscrizioni elettorali olandesi necessarie per la partecipazione alle elezioni e non  fu quindi presente sulle schede. Non riuscì a essere presente neppure alle elezioni del 2010, e venne sciolto il 14 marzo di quell'anno. 
Nel gennaio del 2020 il sito del partito annunciò che "il PNVD tornerà ad inizio 2020".  Nel corso dell'anno è cominciata una nuova campagna, che si è tradotta in manifestazioni di piazza e ha portato alla raccolta di circa 470.000 firme, contro il progetto di due dei fondatori del partito, Nelson Maatman e Norbert de Jonge, di ripresentare la formazione politica alle elezioni che si svolgeranno nei Paesi Bassi nel 2021.

## Programma
Secondo la sua dichiarazione ufficiale, il programma del PNVD è finalizzato a "massimizzare" la libertà e la diversità. Propone di consentire agli individui a partire dai 12 anni di votare, fare sesso, giocare d'azzardo, scegliere il proprio luogo di residenza e usare droghe leggere. Le droghe pesanti dovrebbero essere legali dai 16 anni, considerata la nuova maggiore età. Vuole anche eliminare il matrimonio dalla legge, consentire il nudismo in tutto il paese, il trasporto ferroviario gratuito e istituire un programma completo per i diritti degli animali.

### Sessualità
Il PNVD vuole abbassare l'età del consenso ai 12 anni o addirittura eliminarlo del tutto (tranne nei rapporti dipendenti o intrafamiliari), ragionando che solo l'attività sessuale coercitiva e pericolosa andasse punita. Ha lo scopo di equiparare l'età legale per la pornografia con l'età del consenso e la prostituzione sarebbe legale dai 16 anni. Il partito inoltre vuole legalizzare la pornografia infantile (ritenendo la sua proibizione una "censura") e consentire che la pornografia venisse trasmessa in televisione durante il giorno. Il programma include anche la legalizzazione della zoofilia.
Il tesoriere Van den Berg affermò che l'educazione è anche avvicinare i bambini al sesso.  Inoltre il programma di partito prevede strutture di reclusione separate per reati a sfondo sessuale, sostenendo che il paese altrimenti avrebbe avuto indirettamente delle leggi di tortura.

### Diritti animali
Il PNVD intende istituire un trattato universale di garanzia agli animali di tutti i diritti fondamentali. Prevede di limitare pesantemente la sperimentazione animale, vietare completamente il consumo di carne e pesce: dato che ritengono l'uccisione di un animale alla pari di un omicidio. Per questo le industrie impegnate nella vendita di carne animale dovrebbero ricevere il sostegno finanziario dal governo. Caccia e pesca sarebbero vietate così come "maltrattamenti sessuali" su animali.

## Controversie
Molte posizioni del PNVD sono risultate controverse, in particolare quella sui bambini. In un sondaggio d'opinione nel maggio 2006, l'82% degli intervistati voleva che il governo olandese fermasse il partito prima che si presentasse alle elezioni. La fondazione anti-pedofilia "Soelaas" inviò una petizione per proibire il partito, ma i giudici si espressero in favore del PNVD e risposero col seguente comunicato: "La libertà d'espressione, la libertà di riunione e la libertà d'associazione dovrebbero essere le fondamenta dello stato di diritto democratico e anche il PNVD ha diritto a queste libertà". Secondo Nicholas Watt, allora European editor per The Guardian, la decisione del tribunale consolidava la reputazione dei Paesi Bassi come nazione europea con il più avanzato Liberalismo sociale.
Hanno attirato molta attenzione i legami del partito con l'attivismo pedofilo: Marthijn Uittenbogaard (che recitò nel controverso documentario 'Are All Men Pedophiles?') era in precedenza il tesoriere della Vereniging Martijn, un'organizzazione che sostiene la possibilità di relazioni romantiche e sessuali tra adulti e bambini e tutti i suoi fondatori sono stati identificati come pedofili. Il tesoriere Ad Van den Berg è stato condannato nel 1987 per aver molestato un bambino di 11 anni, poi multato e la sua pena carceraria sospesa. Il programma televisivo olandese "Netwerk" monitorò Van den Berg per tre mesi, scoprendo che questi aveva un fidanzato minorenne.
Nel giugno 2006 Norbert de Jonge è stato espulso dal suo corso di formazione speciale alla Radbound Universiteit di Nimega a causa della sua partecipazione al partito e la sua identificazione come pedofilo.
Il Nederlandse Vereniging van Dierentuinen (la federazione degli zoo olandesi) e la NVD Beveiligingen, che usano come sigle iniziali 'NVD' costrinsero il partito a richiamarsi PNVD per mantenere la loro reputazione.

## Simboli

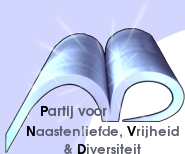
Simbolo dal 2006 al 2010
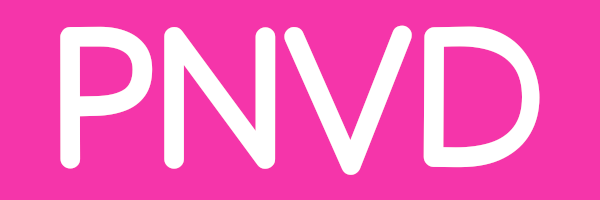
Nuovo simbolo dal 2020